# Gul brödkorgssvamp
Gul brödkorgssvamp (Crucibulum laeve) är en svampart som först beskrevs av William Hudson, och fick sitt nu gällande namn av Kambly 1936. Enligt Catalogue of Life ingår Gul brödkorgssvamp i släktet Crucibulum,  och familjen Agaricaceae, men enligt Dyntaxa är tillhörigheten istället släktet Crucibulum,  och familjen brödkorgsvampar. Arten är reproducerande i Sverige. Inga underarter finns listade i Catalogue of Life.

## Källor

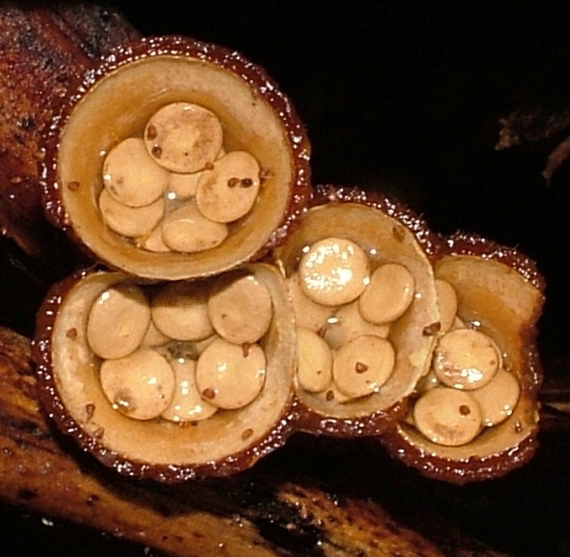
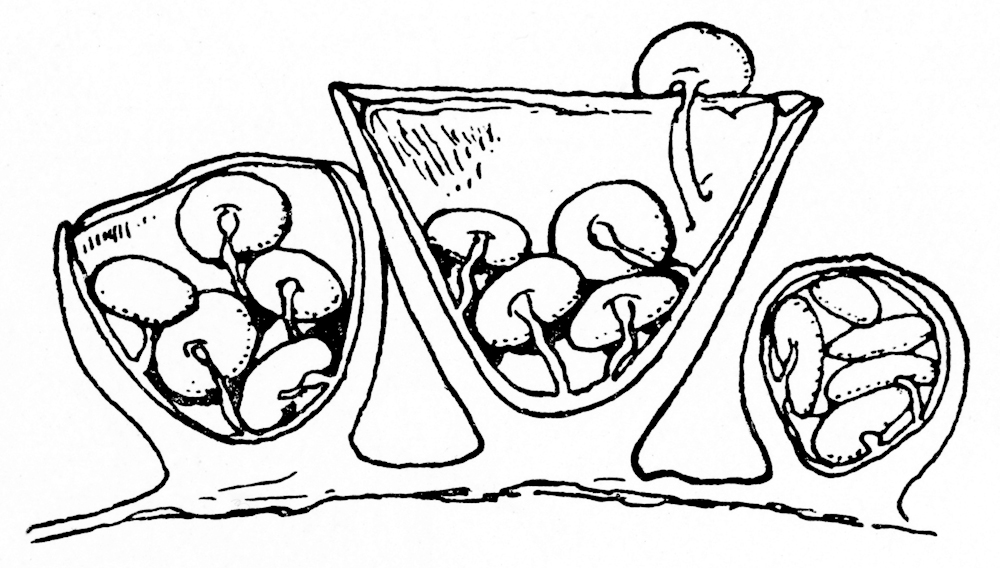
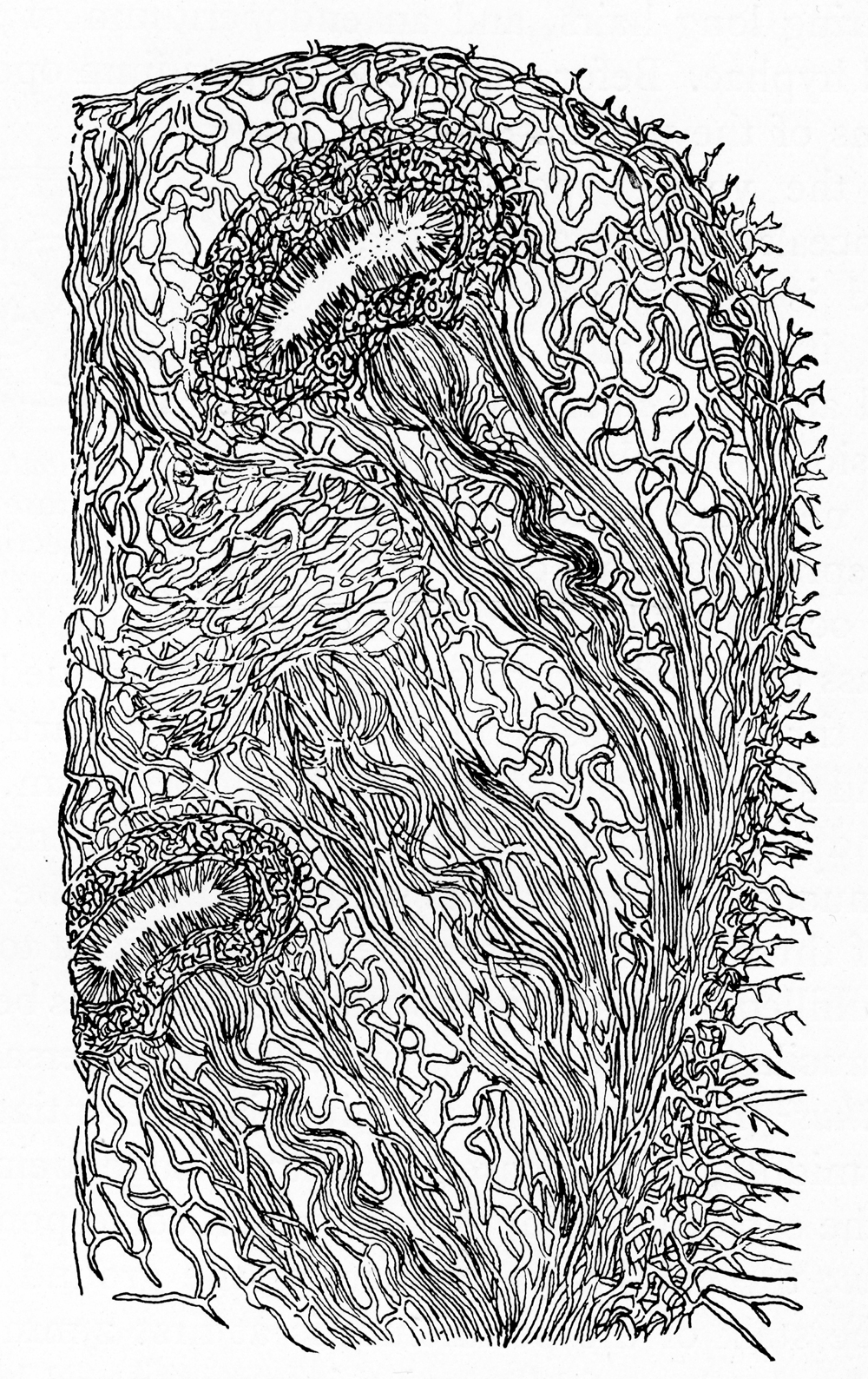
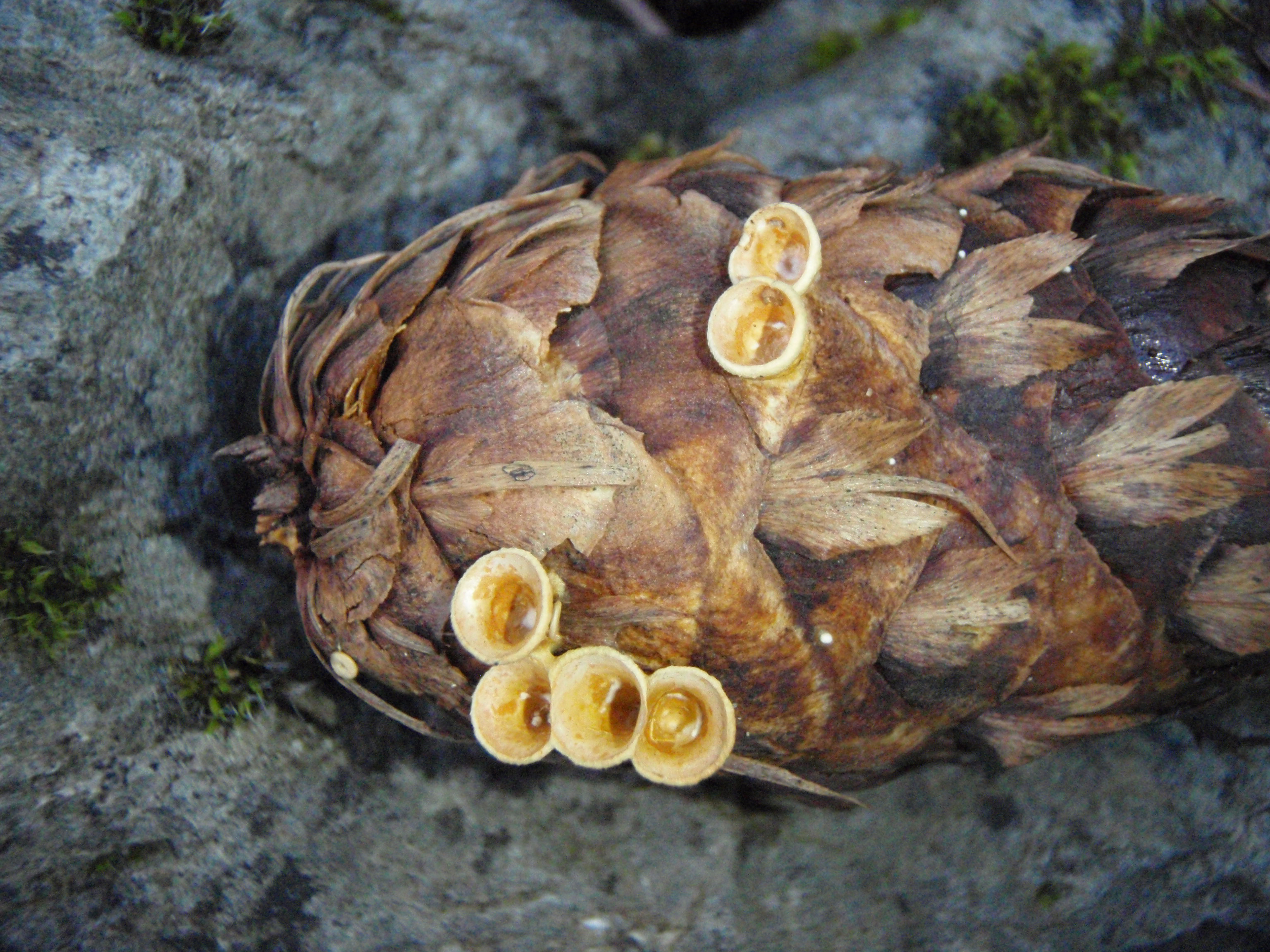